# Bodilus apertus
Bodilus apertus är en skalbaggsart som beskrevs av Schmidt 1909. Bodilus apertus ingår i släktet Bodilus och familjen Aphodiidae. Inga underarter finns listade.